# Fantasia (河村隆一のアルバム)
『Fantasia』（ファンタジア）は、2011年8月31日にavex traxから発売された河村隆一の7枚目のオリジナル・アルバム。

## 概要
『THE VOICE』から僅か4ヶ月での新作は11曲目のみ収録曲が商品形態により異なる。

## 収録曲

### 【A】

#### CD
1. マーメイド
2. こもれび
3. 悪夢に目覚めても...
4. YO GA YONARA...
5. 森の中のRONDO
6. 想いそのままに
7. 旅の終わりに
8. Symbolic Tower featuring AKANE LIV (from LIV MOON)
9. Brain
10. HANA
11. Love is...

#### DVD
1. HANA（ミュージック・ビデオ）

### 【B】
1. マーメイド
2. こもれび
3. 悪夢に目覚めても...
4. YO GA YONARA...
5. 森の中のRONDO
6. 想いそのままに
7. 旅の終わりに
8. Symbolic Tower featuring AKANE LIV (from LIV MOON)
9. Brain
10. HANA
11. 風の巡礼

### 【C】
1. マーメイド
2. こもれび
3. 悪夢に目覚めても...
4. YO GA YONARA...
5. 森の中のRONDO
6. 想いそのままに
7. 旅の終わりに
8. Symbolic Tower featuring AKANE LIV (from LIV MOON)
9. Brain
10. HANA
11. Don’t Fly